# Zofia Kamińska (łączniczka AK)
Zofia Kamińska, pseud. „Tola”, „Zośka Rogata” (ur. 15 listopada 1919 w Tuliszkowie, zm. w 1944) – harcerka, łączniczka Armii Krajowej, ZWZ-AK KG.

## Życiorys
Urodziła się 15 listopada 1919 r. w Tuliszkowie w województwie wielkopolskim. Była córką Stefana i Marii (według innego źródła Wandy) z Piwowarskich. Miała starszego brata Aleksandra i młodszą siostrę Barbarę.
Mieszkała w Poznaniu. Była harcerką Chorągwi Wielkopolskiej Organizacji Harcerek. Ukończyła gimnazjum im. Dąbrówki w Poznaniu. Maturę zdała w Collegium Marianum w Poznaniu. Rozpoczęła naukę w Państwowej Szkole Ogrodniczej w Poznaniu. Przeniosła się pod koniec września 1939 do Warszawy, w stolicy zamieszkała na stałe 1 października 1942 roku. Jej ojciec przeniósł się do Warszawy w 1940 roku, matka i siostra rok później.
W czasie okupacji niemieckiej w Polsce Zofia działała w konspiracji. Jednocześnie od kwietnia 1940 roku do jesieni 1942 roku odbywała praktyki ogrodnicze w majątku Majlertów w podwarszawskim majątku Marcelin-Padzinek. Krótko pracowała w fabryce, ze względu na zły stan zdrowia została skierowana na bezpłatny urlop.
Od 1942 roku łączniczka w Obwodzie ZWZ-AK Praga pod kierownictwem Wandy Karskiej. Później pod dowództwem inż. Antoniego Kulikowskiego ps. „Turski”. Przenosiła broń i sprzęt do szkolenia technicznego. Za wiedzą matki trzymała w mieszkaniu podziemną prasę i inne materiały. Prawdopodobnie od lutego 1943 roku służyła w Obwodzie Praga w obsłudze łącznościowej męskich formacji wojskowych, dowodzonych przez A. Kulikowskiego ps. „Turski”. Odpowiadała za przenoszenie broni i sprzętu koniecznego przy prowadzeniu szkoleń technicznych. Następnie została przydzielona do służby łączności w Biurze Finansów i Kontroli pod rozkazy ppłk. Stanisława Thuna „Leszcza” KG AK. Tam otrzymała pseudonim „Tola”.
Została aresztowana 15 maja 1944 roku, w założonym przez Niemców „kotle”, przy ulicy 6 Sierpnia 21 w mieszkaniu Janiny Walewskiej, będącym punktem kontaktowym.
Była uwięziona na Pawiaku. Jej losy po 15 maja są nieznane. Według relacji jej siostry Barbary Lenard 23 maja 1944 roku Zofia Kamińska miała otrzymać paczkę, jednak ta nie została przyjęta, gdyż Kamińska nie figurowała już w ewidencji więźniów. Współwięźniowie mieli przekazać rodzicom Kamińskiej, że ich córka była w dniach 21 i 22 maja była przesłuchiwana w siedzibie Gestapo na al. Szucha. Po pierwszym przesłuchaniu miała wrócić ciężko pobita, po drugim nie wróciła do celi. Za pośrednictwem pośredników rodzina miała rzekomo skontaktować się z jednym z funkcjonariuszy Gestapo, który miał potwierdzić, że Zofia Kamińska faktycznie znajduje się w ewidencji jako osoba zmarła, jednak miał stwierdzić, że faktycznie mogła zostać wywieziona do obozu koncentracyjnego. Kontakt przerwał wybuch powstania warszawskiego.
Po upadku powstania na Mokotowie rodzice Zofii Kamińskiej zostali wypędzeni z domu. Po zakończeniu II wojny światowej bezskutecznie próbowali odnaleźć córkę. Barbara Lenard brała udział w powstaniu warszawskim jako sanitariuszka. Była jeńcem obozu Zeithain, wróciła do Polski w lipcu 1945 roku. Zmarła w 1999 roku.
Zofia Kamińska została odznaczona Krzyżem Srebrnym Orderu Wojennego Virtuti Militari.